# Callao (Missouri)
Pour les articles homonymes, voir Callao (homonymie).
Callao est une ville du comté de Macon, dans le Missouri, aux États-Unis,. Située au sud du comté, elle est incorporée en 1858.

## Démographie
Lors du recensement de 2010, la ville comptait une population de 292 habitants. Elle est estimée, en 2016, à 276 habitants.

## Source de la traduction
- (en) Cet article est partiellement ou en totalité issu de l’article de Wikipédia en anglais intitulé « Callao, Missouri » (voir la liste des auteurs).